# Kecamatan Cimalaka
Kecamatan Cimalaka är ett distrikt i Indonesien.   Det ligger i provinsen Jawa Barat, i den västra delen av landet, 140 km sydost om huvudstaden Jakarta.